# Омар-Шейх
Омар-Шейх (*узб. اومر شيح ميرزا 1356 — 16 січня 1394) — військовий і державний діяч Держави Тимуридів. Відомий також як Омар-Шейх Мірза I.

## Життєпис
Син чагатайського еміра Тимура і Толун-аки (донька бека Джаку Барласа). Народився 1356 року. Замолоду разом з братом Джахангіром брав участь у військових походах батька.
1370 року відзначився у війні проти Камар ад-Дін-хана, улусбега Могулістану. При цьому отримав поранення у ногу стрілою. За цим призначається намісником Фергани. 1375 року знову брав участь у кампанії проти останнього. Але 1376 року зазнав поразки від Камар ад-Дін-хана, відступивши у гори. 1377 року завдав поразки Хизр-Ходжі, хану Могулістану, захопивши у полон потрапили мати й більшість родини хана. За цим Омар-Шейх зайняв Кашгар. 1379 року відбив напад хорезмшаха Юсуфа Суфі на Термез.
1382 захопив місто Калатна півдні. У 1387 році з початком війни з Золотою Ордою війська хана Тохтамиша рушили на Отрар. Омар-Шейхне зміг їх зупинити і був змушений відступити до Андижана, який вміло обороняв. У 1388—1390 роках брав участь у походах проти Камар ад-Дін-хана. 1389 року перемогає могулістанців в битві біля Кубакі.
У 1391 році долучився до кампанії проти Тохтамиша. В битві на Кондурчі керував лівим флангом. Сприяв остаточній перемозі вдарами у тил і фланг. 1393 року відзначився в поході проти Музаффаридів, зокрема битві біля Ширазу. 1394 року призначається намісником Фарсу. Брав участь у поході проти Джалаїрів, але загинув біля курдської фортеці Гурмат (неподалік Багдаду).